# Élections sénatoriales françaises de 1891
Les élections sénatoriales françaises de 1891 ont lieu le 4 janvier 1891 au titre du renouvellement triennal pour la série C.

## Résultats
Le scrutin porte sur les 78 sièges de la série C et deux sièges vacants, dans le département du Nord et dans le Pas-de-Calais.
Après certaines victoires aux municipales de 1888 et les législatives de 1889, les radicaux progressent dans les campagnes et donc vers les sénatoriales et concurrencent les opportunistes. La limite entre les deux groupes portant le plus souvent sur les progrès sociales mais surtout la question religieuse. Les opportunistes obtiennent alors des voix des conservateurs, en les acceptent, tout en repoussant toute alliance directe.
Les résultats donnent une nouvelle fois une victoire républicaine, les monarchistes sortants passant de seize à six. En revanche, les radicaux obtiennent une dizaine d'élus supplémentaire. Il existe à partir de maintenant un groupe de l'Union républicaine au Sénat.
| Tendances politiques | Tendances politiques | Sièges sortants | Sièges obtenus | Sièges totaux |
| -------------------- | -------------------- | --------------- | -------------- | ------------- |
|                      | Monarchistes         | 16              | 6              | 11            |
|                      | Républicains         | 64              | 64             | 228           |
|                      | Radicaux             | ?               | 10             | 40            |
| Total                | Total                | 80              | 80             | 300           |

### Sièges par groupes
| Tendances politiques | Tendances politiques | Sièges totaux |
| -------------------- | -------------------- | ------------- |
|                      | Monarchistes         | 11 (environ)  |
|                      | Centre gauche        | 32            |
|                      | Gauche républicaine  | 130           |
|                      | Union républicaine   | 87            |
|                      | Gauche démocratique  | 40            |
| Total                | Total                | 300           |

## Conséquences
La présence des élus radicaux permet de créer un nouveau groupe parlementaire l'année suivante : la Gauche démocratique.